# Doetinchem de Rande

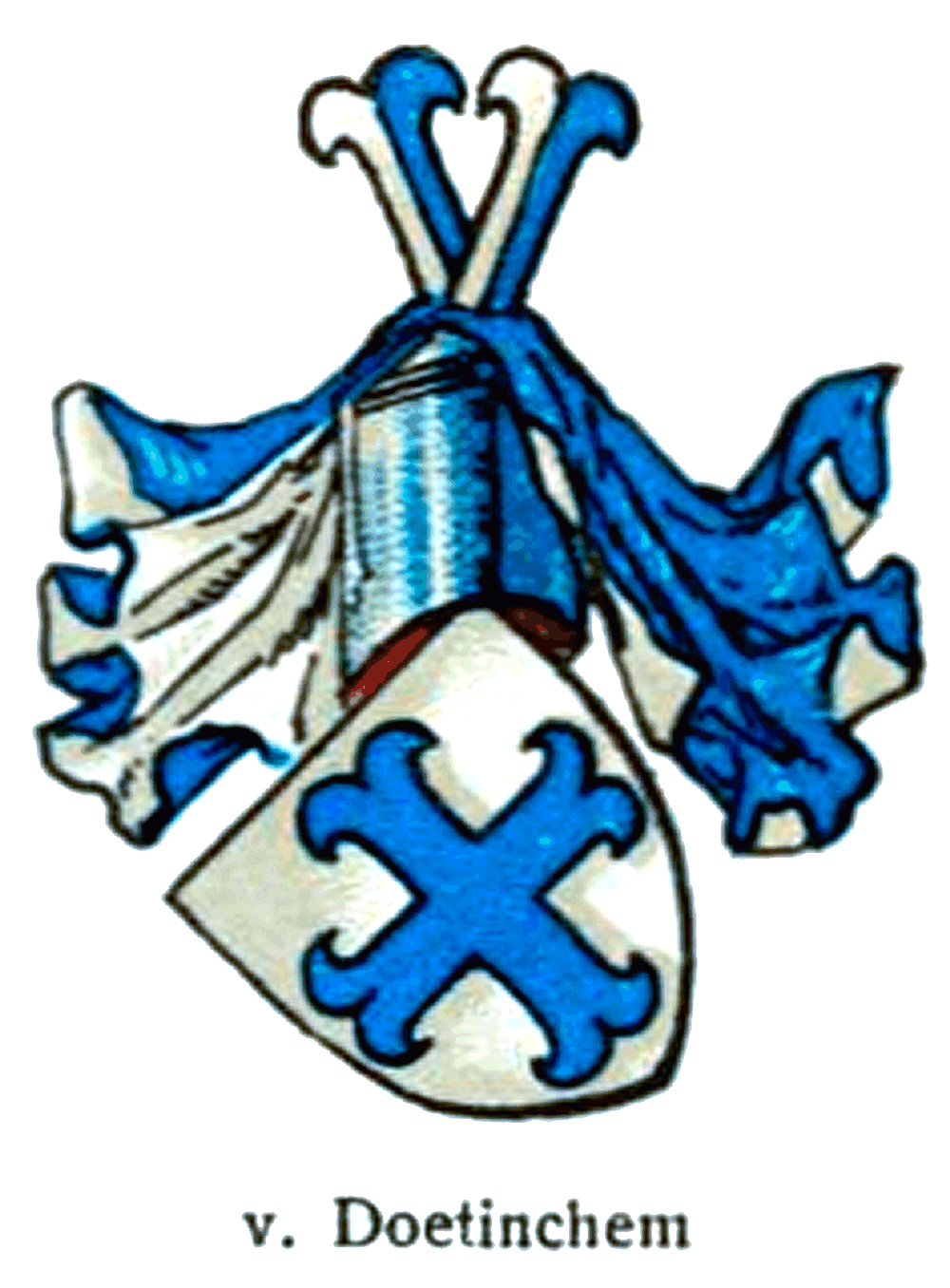
Wappen derer von Doetinchem de Rande

Doetinchem de Rande (auch: Deutecom, Doetecom, Dutteckchem, Duttinchem, Duttenckheim und Doetinchem o. ä.) ist der Name eines alten aus der niederländischen Stadt Doetinchem (Gelderland) stammenden Adelsgeschlechts.

## Ursprung
Das Geschlecht erscheint urkundlich erstmals mit den Brüdern Werner und Zweder de Duttenckheim unter den Markgenossen von Gaanderen bei Doetinchem um 1180 und mit Werner von Duttinchem im Jahr 1231. Die direkte deutsche Stammreihe beginnt mit Engelbert von Doetinchem um das Jahr 1300. Die in Deutschland bestehende Linie führt ihren Beinamen nach dem Hause Rande bei Deventer.
Alexandre de Doetinghem (1846–1903), Gutsherr auf Hoffeld und Herbuchenne bei Dinant (Belgien), vormals Offizier der päpstlichen Zuaven erhielt am 6. Juni 1886 die belgische Adelsanerkennung (unbeschränkt) mit Namen „de Doetinghem“ und Baronat (primogenitur).

## Wappen
Blasonierung: In Silber ein blaues Ankerkreuz. Auf dem Helm mit blau-silbernen Decken zwei Arme des Ankerkreuzes wachsend.

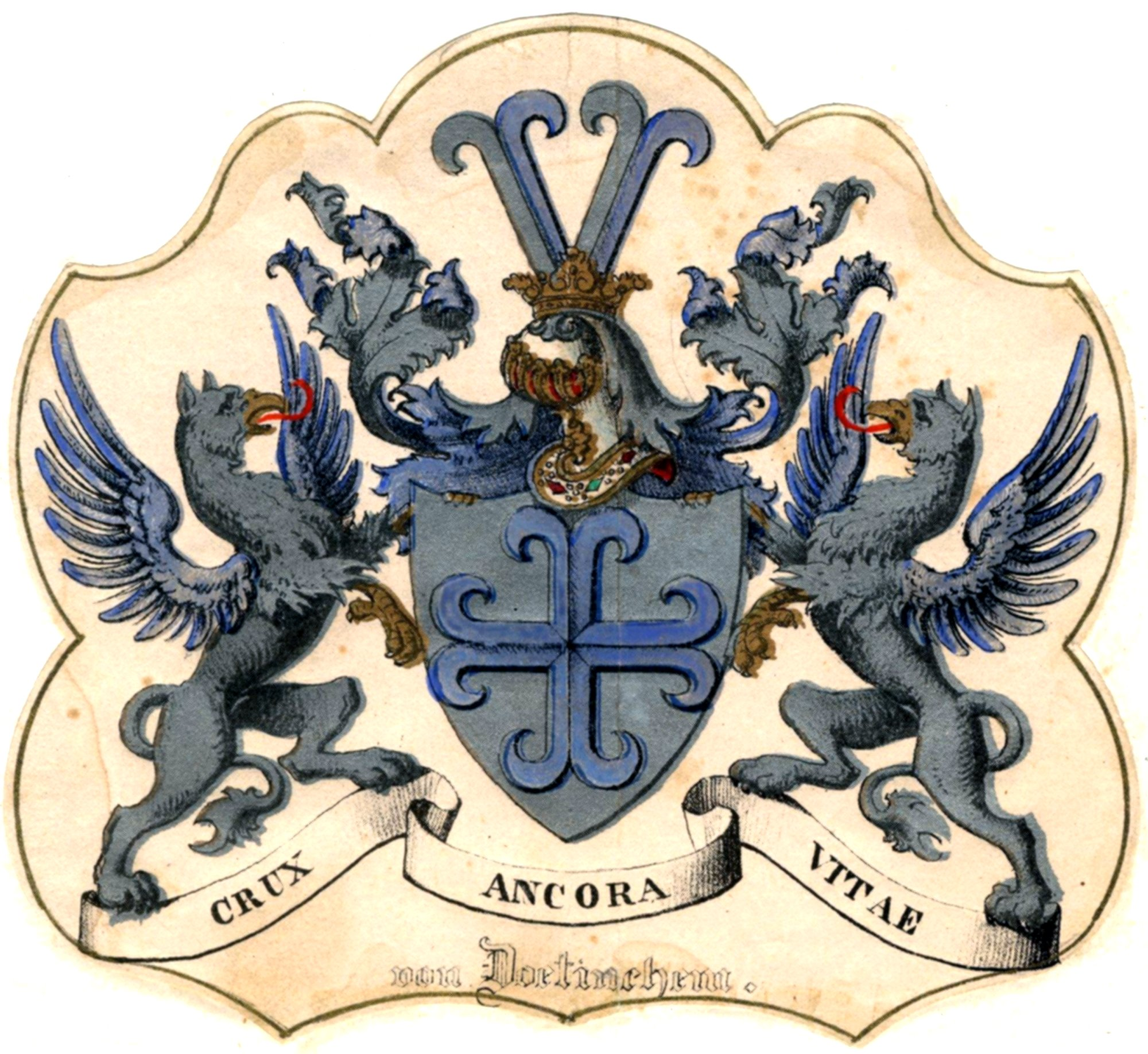
Wappen derer von Doetinchem de Rande
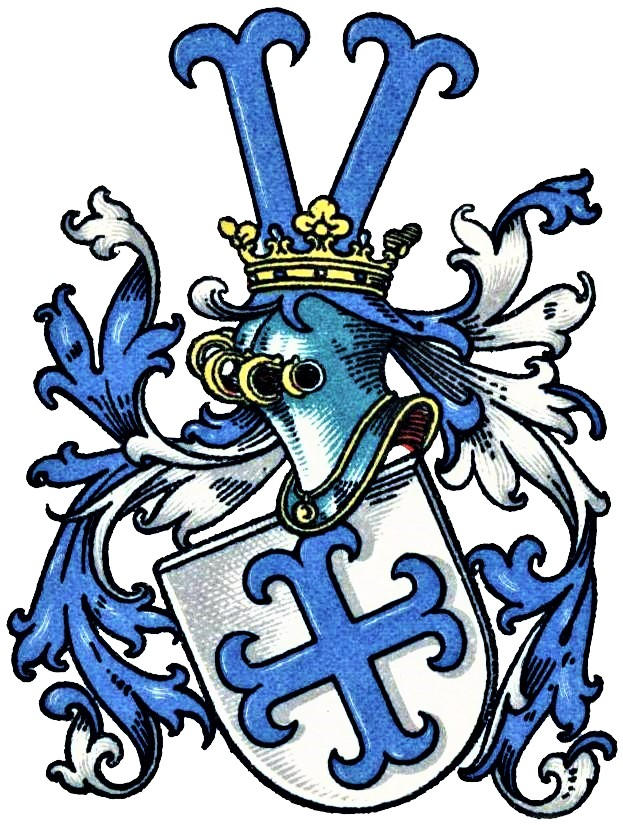
Wappen derer von Doetinchem im Wappenbuch des Westfälischen Adels

## Namensträger
- Ludwig von Doetinchem de Rande (1826–1899), preußischer Landrat im Landkreis Sangerhausen (Provinz Sachsen)
  - Werner von Doetinchem de Rande (1860–1918), preußischer Landrat im Landkreis Sangerhausen (Provinz Sachsen)
  - Ludwig von Doetinchem de Rande (der Jüngere) (1864–1941), preußischer Landrat im Landkreis Ilfeld (Provinz Hannover)
- Robert von Doetinchem de Rande (1829–1896), preußischer Generalmajor
  - Erich von Doetinchem de Rande (* 1864), Jurist,[1] 1903 Landrat
  - Hermann von Doetinchem de Rande (1866–1932), preußischer Generalmajor
    - Klemens von Doetinchem de Rande (* 1893), Herr auf Frauenmark (Mecklenburg-Schwerin)